# جوزيف شاريك
جوزيف شاريك (بالإنجليزية: Joseph V. Charyk)‏ (و. 1920 – 2016 م) هو  من الولايات المتحدة الأمريكية . وكان  عضواً في الأكاديمية الوطنية للهندسة .
توفي عن عمر يناهز 96 عاماً.

## التعليم
تعلم في معهد كاليفورنيا للتقنية

## جوائز
حصل على جوائز منها:
- قلادة العلوم الوطنية الأمريكية في مجال التكنولوجيا والإبتكار (1987)
- جائزة مديرية إيمي العالمية [الإنجليزية]‏ (1974).